# سیلم جنوبی (نیویورک)
سیلم جنوبی (به انگلیسی: South Salem) یک منطقهٔ مسکونی در نیویورک است که در شهرستان وستچستر، نیویورک واقع شده‌است.

## خصوصیات
سیلم جنوبی ۱۶۴٫۹ متر بالاتر از سطح دریا واقع شده‌است.